# Neurophyseta hoenei
Neurophyseta hoenei là một loài bướm đêm trong họ Crambidae.